# Smicroplectrus robustus
Smicroplectrus robustus är en stekelart som beskrevs av Walley 1937. Smicroplectrus robustus ingår i släktet Smicroplectrus och familjen brokparasitsteklar. Inga underarter finns listade i Catalogue of Life.